# Hethum I van Armenië
Hethum I (Armeens: Հեթում Ա), (ca.1215 - 1270/71 ?) was koning van Armeens Cicilië door zijn huwelijk met Isabella van Armenië vanaf 1226 tot 1270. Hij was een zoon van Constantijn, heer van Barberon; hij was tevens de grondlegger van het huis de Hethumiden, nadat het vorstenhuis der Rubeniden was uitgestorven na het overlijden van zijn vrouw in 1252.
Hethum trouwde op 14 juni 1226 met Isabella van Armenië. Hethum werd koning-consort van Armenië van 1226 tot 1252, daarna (na de dood van Isabella) de volmacht als koning tot 1270. Het koppel kreeg zes kinderen:
- Leo III (overl. 1289)
- Thoros (overl. 1266), (vermoord tijdens de slag bij Mari, door de mammelukken)
- Sibylle (overl. 1290), huwde met Bohemund VI van Antiochië
- Euphemie (overl. 1309), huwde met Julian Grenier, heer van Sidon
- Rita van Armenië
- Maria van Armenië, huwde met Guy d'Ibelin